# Onze-Lieve-Vrouw-van-Zeven-Smartenkapel (Hout-Blerick)

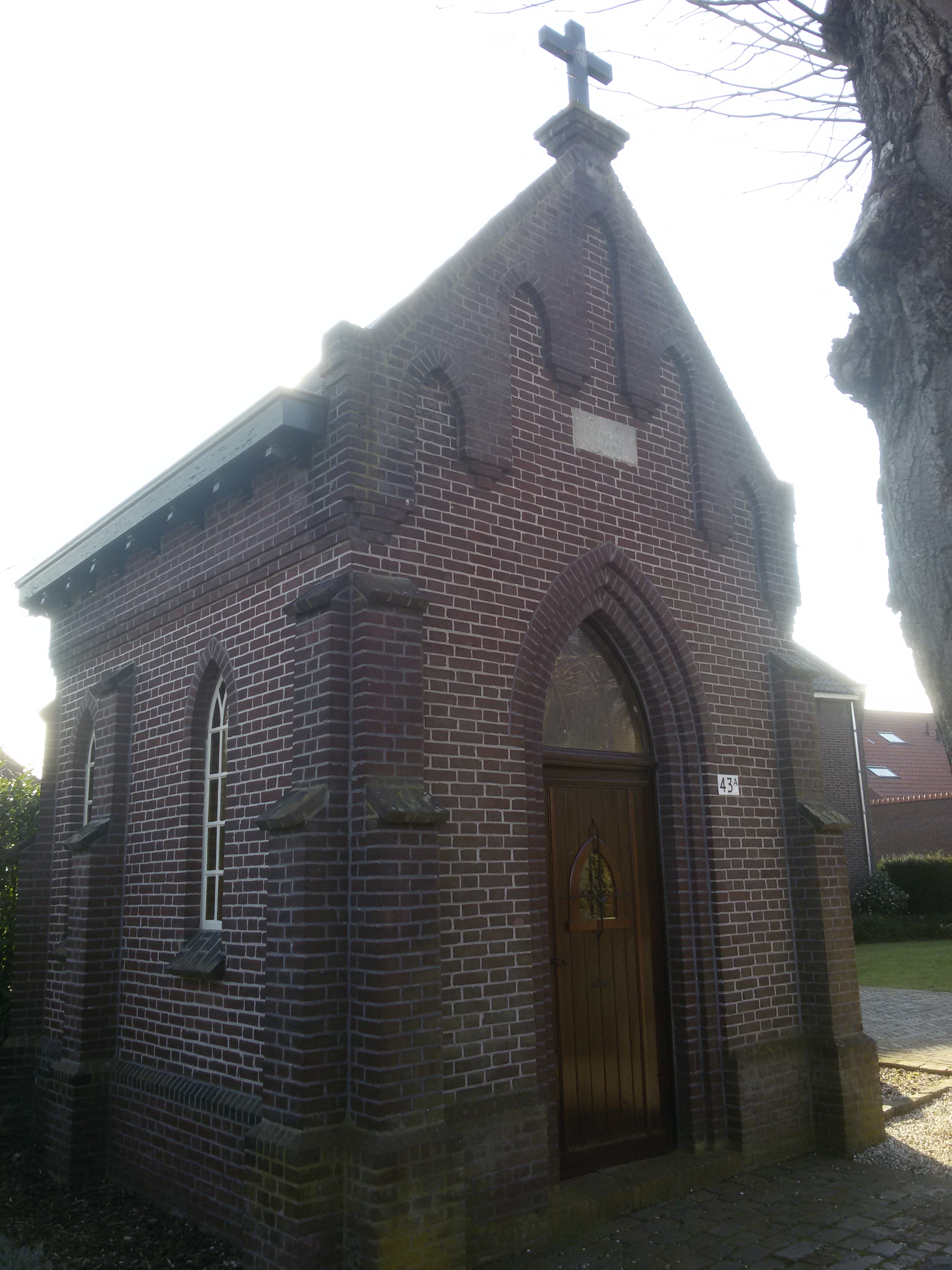
De Onze-Lieve-Vrouw-van-Zeven-Smartenkapel

De Onze-Lieve-Vrouw-van-Zeven-Smartenkapel of Hoaverkapelke is een kapel in Hout-Blerick in de Nederlandse gemeente Venlo. De kapel staat voor de Hoverhof aan de Hoverhofweg in het zuidwesten van het dorp.
De kapel is gewijd aan de heilige Maria, specifiek aan Onze-Lieve-Vrouw van Zeven Smarten. Voor de kapel staat er twee lindebomen.

## Geschiedenis
In 1919 bouwde Leonard Mertens, eigenaar van de Hoverhof, de kapel en dit deed hij als dank voor genezing van een zware ziekte.
In 1977 onderging de kapel een restauratie.

## Gebouw
De neogotische bakstenen kapel heeft een driezijdige koorsluiting en wordt gedekt door een zadeldak met leien. De linker- en rechterzijgevel hebben elk twee spitsboogventers, de diagonale vensters van de koorsluiting hebben ook een spitsboogvenster en de achtergevel heeft een blind spitsboogvenster. Op de hoeken en halverwege de zijgevel zijn er tweeledige steunberen geplaatst. De frontgevel is een puntgevel met verbrede aanzet en schouderstukken en op de top van de gevel staat een stenen kruis. In de frontgevel is een klimmend spitsboogfries aangebracht mer eronder een gevelsteen met chronogram met het jaartal 1919:

præ CLaræ VIrgInIs DeIparæ pLanCtUs præCo sUM

Van binnen is de kapel wit gepleisterd en voorzien van rode bakstenen pilasters en met om en om gele en rode bakstenen omlijste vensters. Het gewelf is hemelsblauw geschilderd waarop goudkleurige sterren zijn aangebracht.Voor het altaar is een metalen hek geplaatst. Het altaar is wit geschilderd met op de voorzijde een tekst aangebracht: (BVO = bid voor ons)

MOEDER VAN SMARTEN B.V.O.

Op het altaar staat een grote marmeren piëta dat Maria toont terwijl ze op haar schoot het dode lichaam van Jezus vasthoudt.